# Медвежье-Озёрский сельский округ
Медвежье-Озёрский сельский округ — упразднённая административно-территориальная единица, существовавшая на территории Щёлковского района Московской области в 1994—2006 годах.
Медвежье-Озёрский сельсовет был образован в первые годы советской власти. По данным 1919 года он входил в состав Щёлковской волости Богородского уезда Московской губернии.
9 декабря 1921 года Щёлковская волость была передана в Московский уезд.
23 ноября 1925 года из Медвежье-Озёрского с/с был выделен Жеребцовский сельсовет.
В 1926 году Медвежье-Озёрский с/с включал деревни Долгое Лёдово и Медвежьи Озёра, а также лесную сторожку.
В 1929 году Медвежье-Озёрский с/с был отнесён к Щёлковскому району Московского округа Московской области.
17 июля 1939 года к Медвежье-Озёрскому с/с был присоединён Жеребцовский с/с (селения Алмазово, Большие Жеребцы, Кесарево и территория детского дома).
3 июня 1959 года Щёлковский район был упразднён и Медвежье-Озёрский с/с отошёл к Балашихинскому району.
31 июля 1959 года к Медвежье-Озёрскому с/с был присоединён Никифоровский с/с.
28 июля 1960 года Медвежье-Озёрский с/с вернулся в восстановленный Щёлковский район.
28 ноября 1960 года к Медвежье-Озёрскому с/с была присоединена территория Балашихинского училища механизации № 23.
1 февраля 1963 года Щёлковский район был упразднён и Медвежье-Озёрский с/с вошёл в Мытищинский сельский район. 11 января 1965 года Медвежье-Озёрский с/с был возвращён в восстановленный Щёлковский район.
5 февраля 1975 года в Медвежье-Озёрском с/с были упразднены хутор Ольшняк и посёлок при железнодорожной платформе Осеевская.
3 февраля 1994 года Медвежье-Озёрский с/с был преобразован в Медвежье-Озёрский сельский округ.
5 мая 2004 года в Медвежье-Озёрском с/о посёлок совхоза «Красный Луч» был включён в черту деревни Медвежьи Озёра.
В ходе муниципальной реформы 2004—2005 годов Медвежье-Озёрский сельский округ прекратил своё существование как муниципальная единица. При этом все его населённые пункты были переданы в сельское поселение Медвежье-Озёрское.
29 ноября 2006 года Медвежье-Озёрский сельский округ исключён из учётных данных административно-территориальных и территориальных единиц Московской области.